# Ashill, Norfolk
Ashill är en ort och civil parish i Storbritannien.   Den ligger i grevskapet Norfolk och riksdelen England, i den sydöstra delen av landet, 140 km nordost om huvudstaden London. Antalet invånare är 1 426. Arean är 12,3 kvadratkilometer.
Terrängen i Ashill är platt.